# Heart
Heart (с англ. — «Сердце») — американо-канадская рок-группа, образованная в 1967 году в Сиэтле (но уже через год переехавшая в Ванкувер, где и записала свой первый альбом) и до сих пор активная. Состав группы за время её существования претерпел много изменений, однако постоянными участницами коллектива остаются сёстры Энн и Нэнси Уилсон. Группа получила широкую известность в 1970-х годах, играя музыку, образованную смешением хард-рока в стиле таких групп как Led Zeppelin и американского фолка. В середине 1980-х годов группа поменяла свой музыкальный стиль. Ставка была сделана на пауэр-баллады, где звучание гитар было минимальным или отсутствовало вовсе. Наиболее известные хиты середины 1980-х — «These Dreams», «Alone», «What about Love» и др. В 1990-е г. Heart стала терять популярность, альбомы записывались всё реже и реже. Однако живые выступления группы с репертуаром из песен 1970-80-х гг. до сих пор пользуются спросом. В целом по всему миру было продано свыше 30 миллионов альбомов коллектива. В 2010 сестры Уилсон приняли участие в записи сингла «We Are the World: 25 for Haiti», средства от продажи которого пошли на поддержку населения Гаити, пострадавшего от землетрясения.
Группа Heart получила 57-е место в списке 100 величайших исполнителей хард-рока по версии телеканала VH1. Их песни можно встретить в серии видеоигр: GTA Vice City Stories, GTA IV, GTA San Andreas, Prey, Far Cry 4, Guitar Hero 2, Dance Central, в фильмах и сериалах: Рокки 2, Двойной Удар, Очень Странные Дела, День Сурка и мультсериалах: Бивис и Баттхерд, Американский Папаша и Футурама.

## Дискография

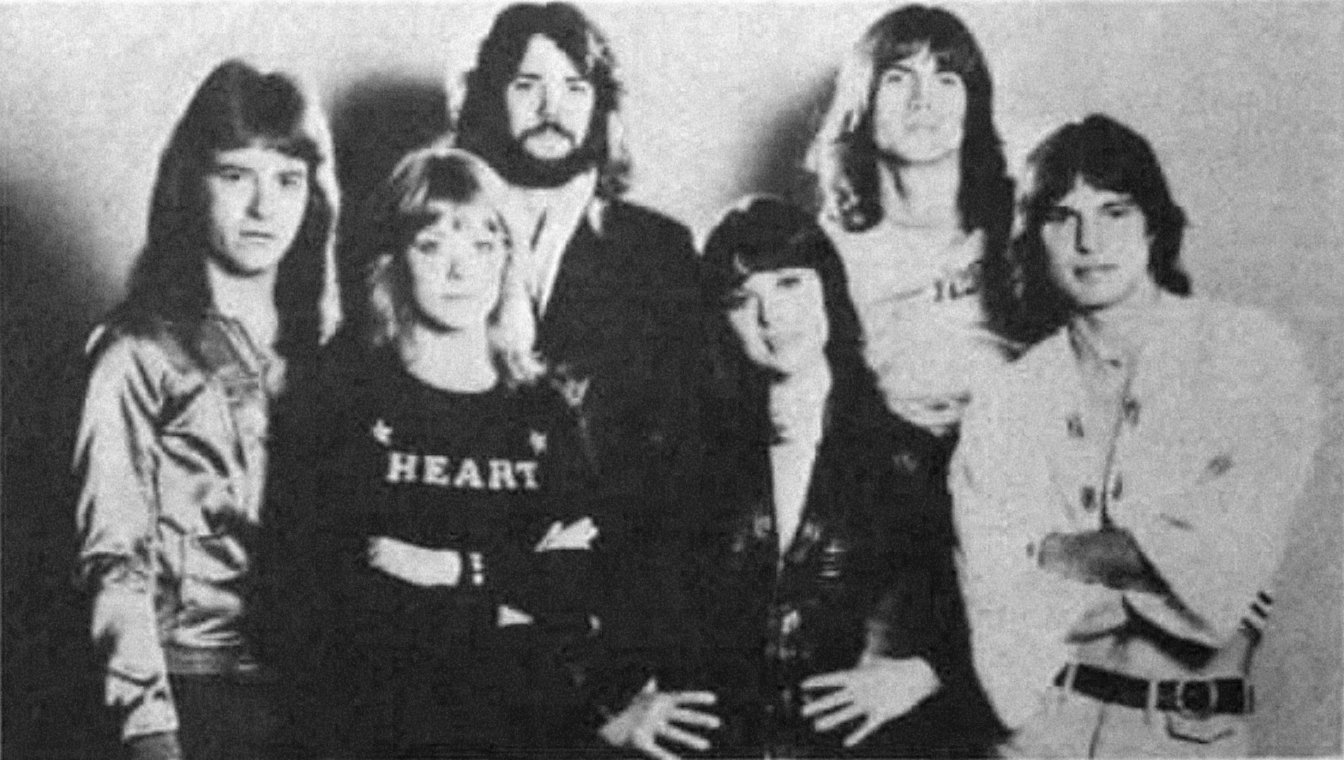
Heart, 1977 год

- 1976 — Dreamboat Annie (платиновый)
- 1977 — Little Queen (трижды платиновый)
- 1978 — Magazine (платиновый)
- 1978 — Dog and Butterfly (дважды платиновый)
- 1980 — Bebe le Strange (платиновый)
- 1980 — Greatest Hits Live (дважды платиновый)
- 1982 — Private Audition
- 1983 — Passionworks
- 1985 — Heart (пять раз платиновый)
- 1987 — Bad Animals (трижды платиновый)
- 1990 — Brigade (дважды платиновый)
- 1991 — Rock the House Live!
- 1993 — Desire Walks On (золотой)
- 1995 — The Road Home (золотой)
- 1997 — These Dreams: Heart's Greatest Hits
- 1998 — Greatest Hits
- 2000 — Greatest Hits: 1985-1995
- 2001 — Heart Presents A Lovemongers' Christmas
- 2002 — The Essential Heart (золотой)
- 2003 — Alive in Seattle
- 2004 — Jupiter's Darling
- 2005 — Love Alive
- 2006 — Love Songs
- 2007 — Legendary Albums Live: Dreamboat Annie
- 2007 — Hope And Glory (Ann Wilson, соло)
- 2010 — Red Velvet Car
- 2012 — Fanatic
- 2014 — Fanatic Live From Caesars Colosseum
- 2016 — Beautiful Broken